# یوسی و جاگر
یوسی و جاگر (عبری: יוסי וג'אגר‎) یک فیلم منتشر شده در سال ۲۰۰۲ در سبک درام رمانتیک به کارگردانی ایتان فاکس در مورد سربازهایی که در پی یافتن صلح و آرامش از زندگی روزمره جنگ در مرز لبنان و اسرائیل هستند.